# Andrea Gerecke

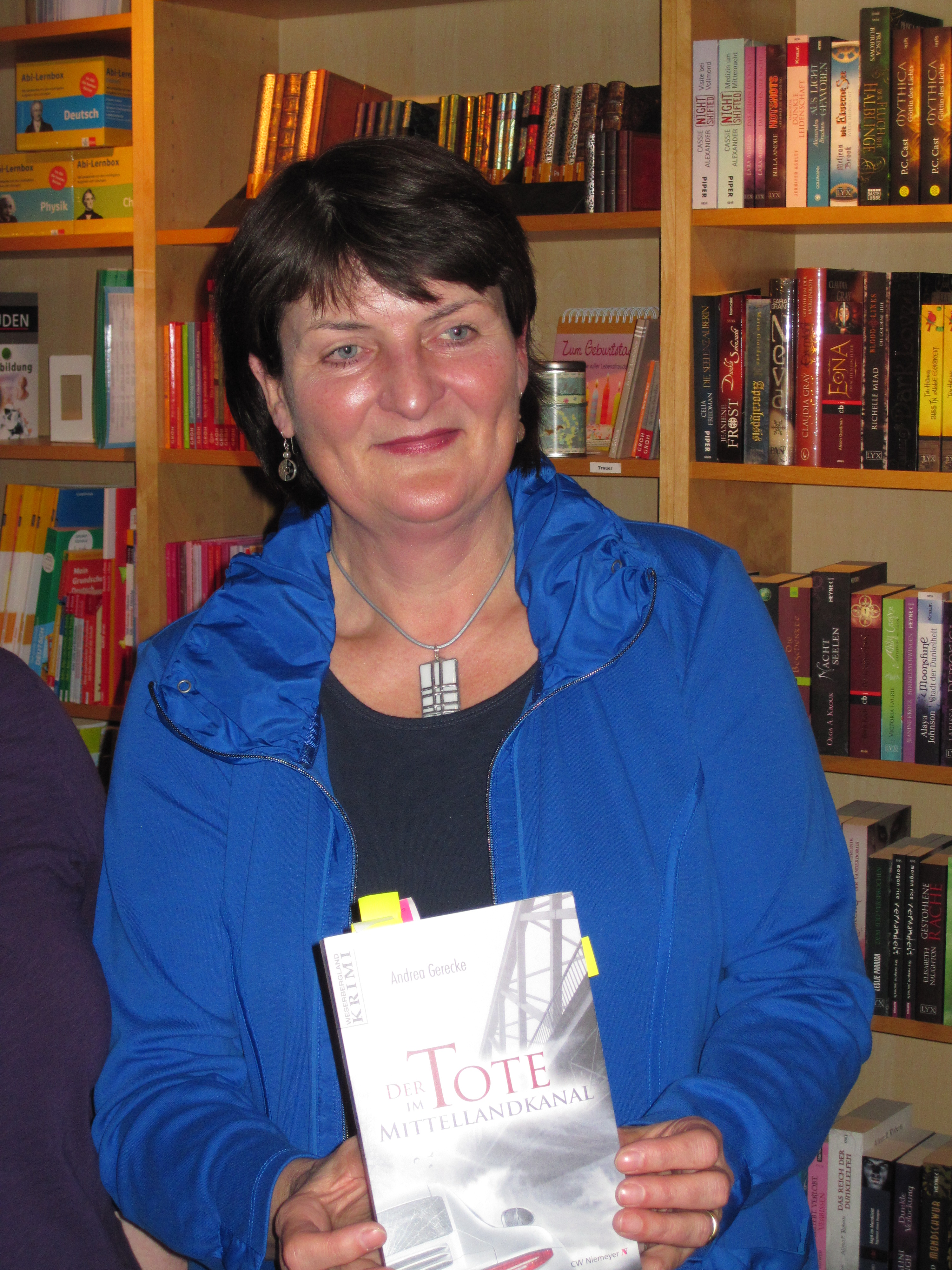
Andrea Gerecke (2012)

Andrea Gerecke (* 1957 in Berlin) ist eine deutsche Schriftstellerin und Krimiautorin aus der ostwestfälischen Gemeinde Hille.

## Leben
Gerecke ist in Berlin geboren und ausgebildete Diplom-Journalistin und Fachreferentin für Presse- und Öffentlichkeitsarbeit. Seit 1999 lebt sie im Kreis Minden-Lübbecke. Sie ist Gründungsmitglied der Mindener Lesebühne. Sie ist Mitglied bei folgenden Vereinigungen der Krimiautoren: Mörderischen Schwestern und im Syndikat.
Ab 2011 erschienen von ihr die ersten Krimis mit dem Serienhelden Alexander Rosenbaum (der wie die Autorin von Berlin nach Minden-Lübbecke zieht) und regionalem Bezug zum Kreis Minden-Lübbecke.

## Werke

### Alexander-Rosenbaum-Serie
- Freischiessen [Ein Krimi aus Minden], CW Niemeyer Buchverlage GmbH, 2018, ISBN 978-3-8271-9489-3

- Die Weserleiche [Ein Krimi aus Minden], CW Niemeyer Buchverlage GmbH, 2017, ISBN 978-3-8271-9471-8
- Kein letzter Akt [Ein Krimi aus Minden], CW Niemeyer Buchverlage GmbH, 2016, ISBN 978-3-8271-9444-2

- Finales Foul [Ein Krimi aus Minden], CW Niemeyer Buchverlage GmbH, 2015, ISBN 978-3-8271-9434-3
- Tödliche Begegnung im Moor [Ein Krimi aus Minden], CW Niemeyer Buchverlage GmbH, 2014, ISBN 978-3-8271-9428-2
- Die Mühlen des Todes [Ein Krimi aus Minden], CW Niemeyer Buchverlage GmbH, 2013, ISBN 978-3-8271-9423-7
- Der Tote im Mittellandkanal, CW Niemeyer Buchverlage GmbH, 2012, ISBN 978-3-8271-9416-9
- Mörderischer Feldzug [Ein Krimi aus Minden], CW Niemeyer Buchverlage GmbH, 2011, ISBN 978-3-8271-9410-7

### Detektivinnen-Duo Viola und Iris
- Auf jeden Fall mit Blumen. Berlin-Krimi. CW Niemeyer Buchverlage GmbH, Hameln 2022, ISBN 978-3-8271-9366-7.
- Cold Case Blütenrausch. Berlin-Krimi. CW Niemeyer Buchverlage GmbH, Hameln 2023, ISBN 978-3-8271-9339-1.

### Sonstiges
- Warum nicht Mord?! – Neue Gutenachtgeschichten für Erwachsene, Schardt-Verlag, Oldenburg 2006, ISBN 978-3-89841-280-3
- Ruhe unsanft, Schardt-Verlag, Oldenburg 2009, ISBN 978-3-89841-434-0
- Gelegentlich tödlich: Gutenachtgeschichten für Erwachsene, Frieling Verlag, Berlin 2004, ISBN 3-8280-2118-2